# Ягільниця

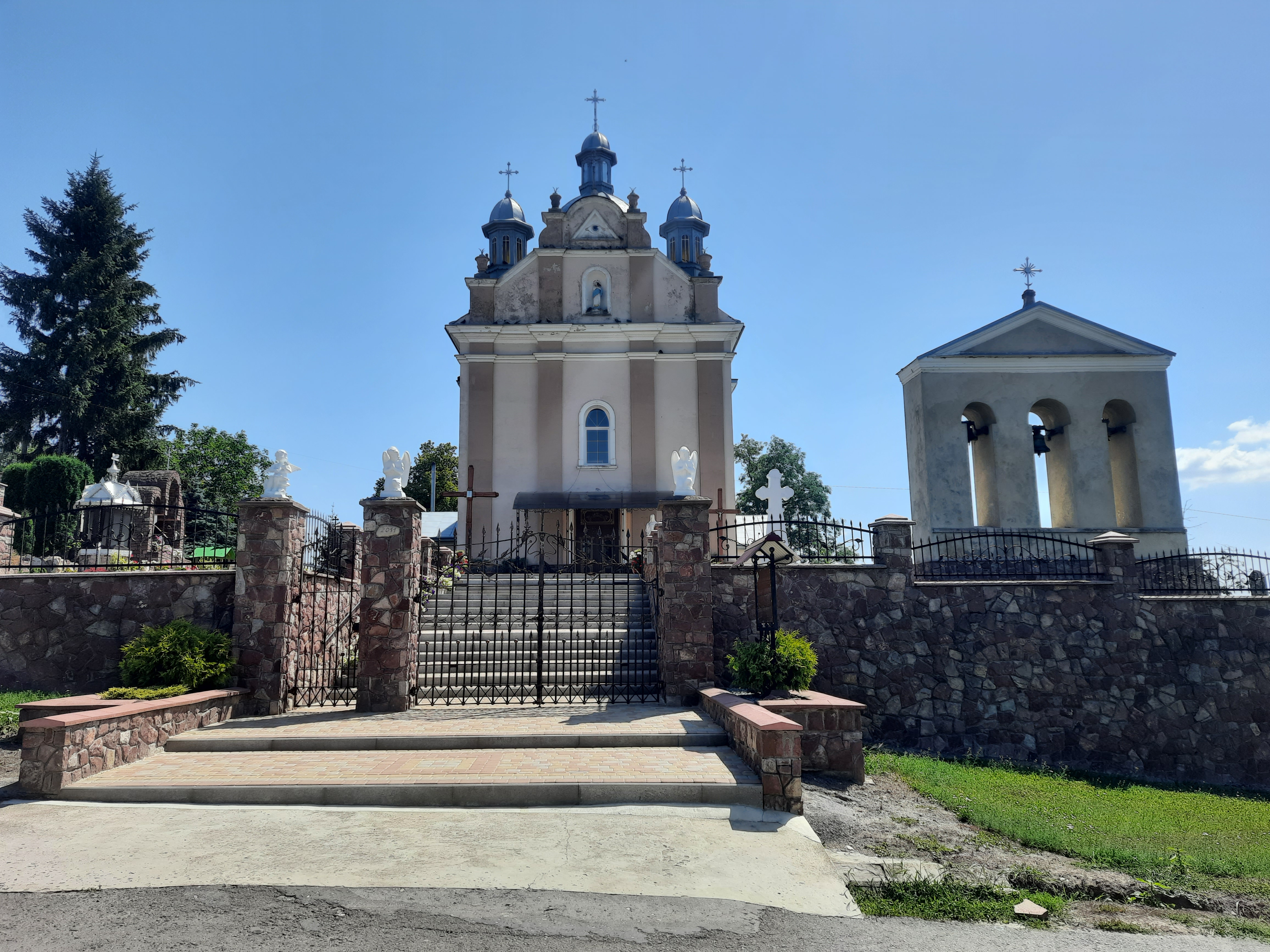
Церква Вознесіння Ісуса Христа (1855р)

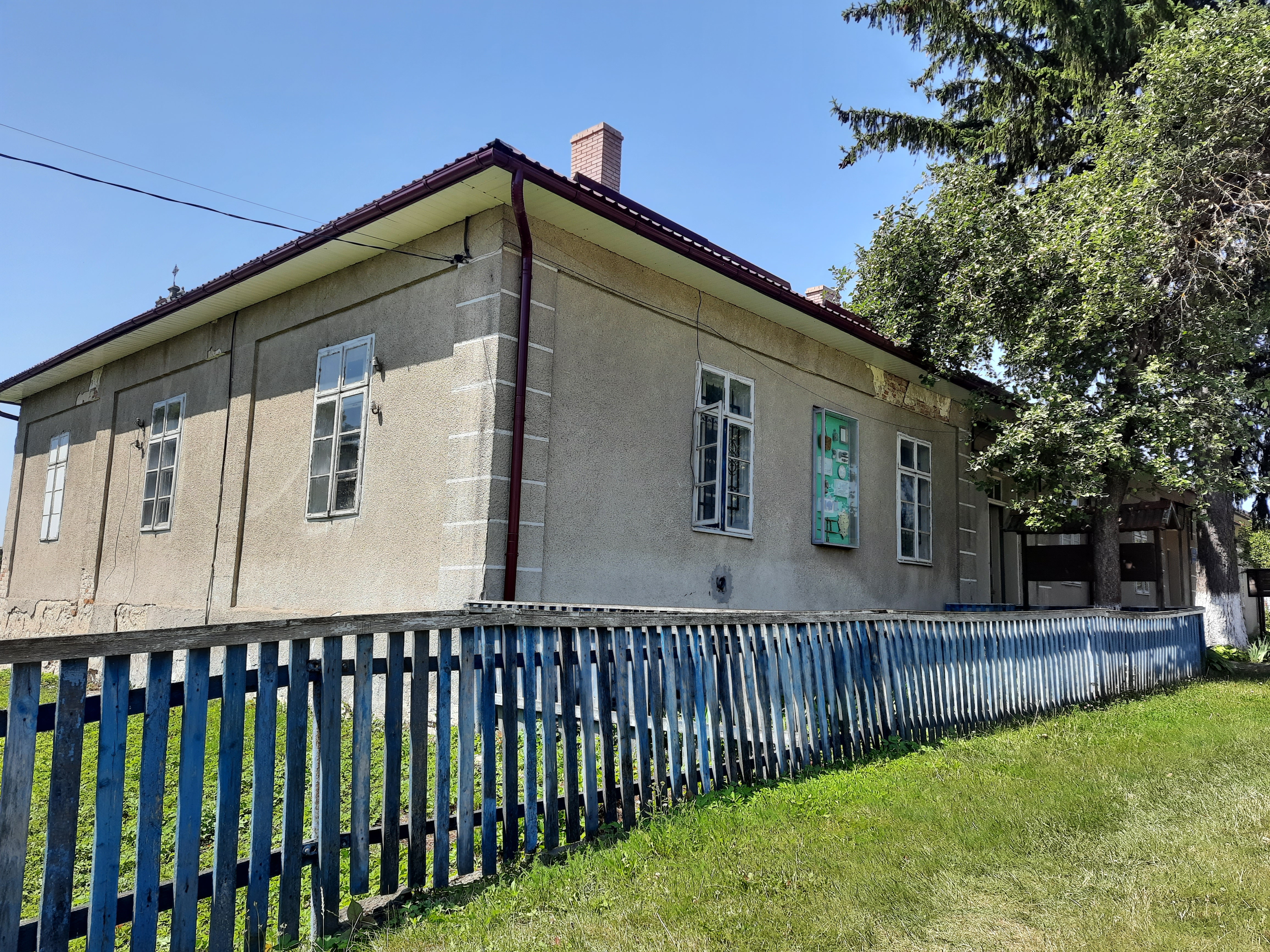
Краєзнавчий музей

Ягі́льниця (до 1944 — Яго́льниця) — село в Україні, у Нагірянській сільській громаді Чортківського району Тернопільської області. Адміністративний центр колишньої Ягільницької сільської ради. До Ягільниці приєднано село Салівка.

## Розташування
Розташоване на берегах р. Черкаська (права притока Серету, басейн Дністра), за 10 км від районного центру, залізнична станція (у селищі Нагірянка).
Через село пролягає автошлях М19 (E85) Луцьк — Тернопіль — Чернівці, Територія — 3,7 км². Дворів — 460.

## Назва

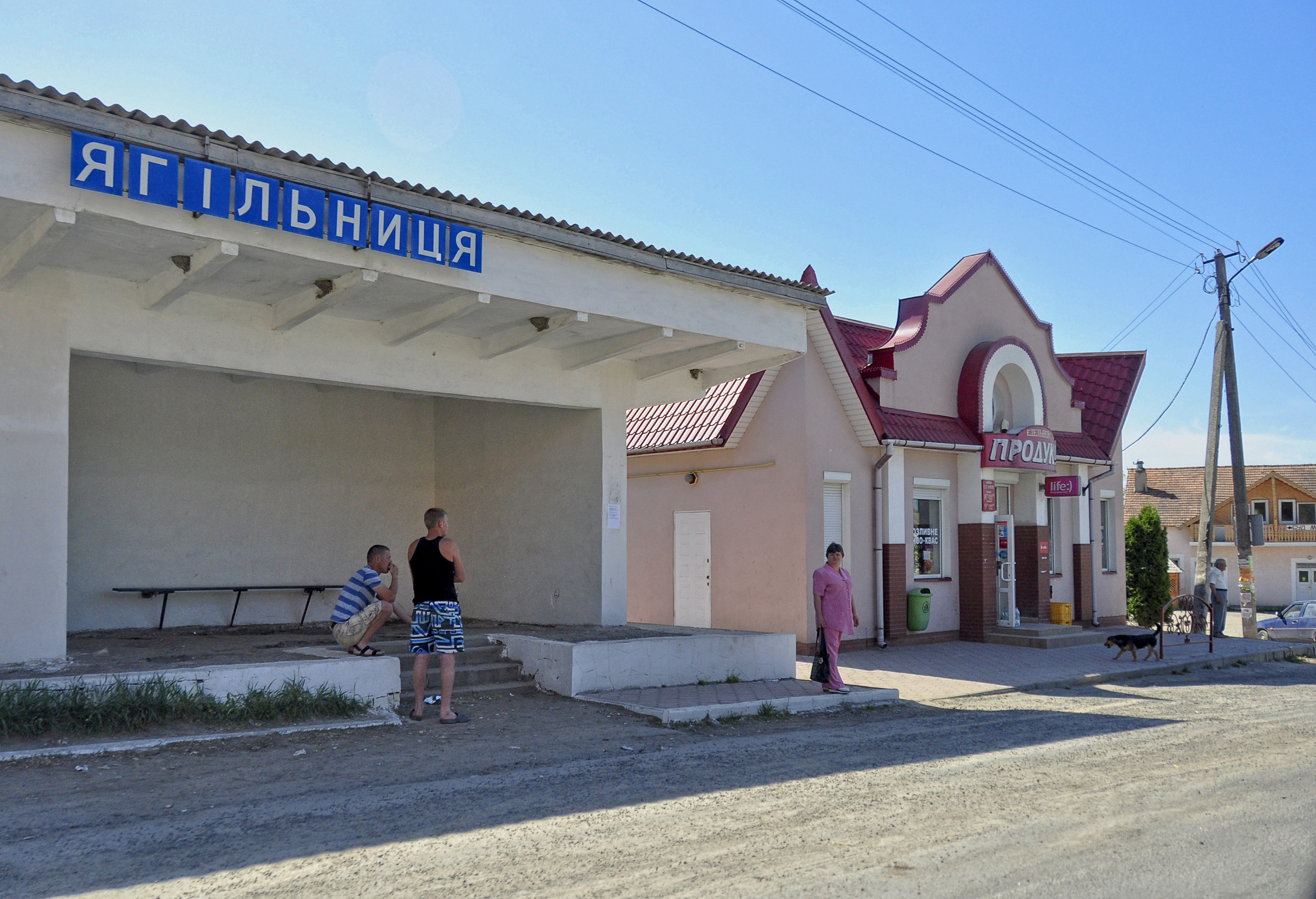
Зупинка автобуса і магазин у Ягільниці

За твердженням польських дослідників, назва «Ягільниця» походить від прізвища королівської династії Ягайлонів (Ягеллонів). У книжці «Топоніміка Тернопільщини» (2011) Михайло Крищук подав версії: від литовського імені слов'янського язичницького божества Ярила (Ягело; від нього ягілки — гаївки), а від татарського слова «яґел» — пекельне, неприступне місце.

## Історія

### Давні часи
Територія сучасного села заселена в 3 тис. до н. е., про це свідчить виявлене тут поховання доби міді.
У 1966 році археологічна експедиція Львівського історичного музею виявила біля мурів Ягільницького замку бомби кулястої форми (XVII століття).

### Середньовіччя, Новий Час
Перша письмова згадка датована 1448 роком.
Ягельниця (іноді Ягольниця) згадана в документах у XV століття. На той час поселення належало до Галицької землі Руського воєводства. Володарем Ягільниці від 1454 р. був Теодорик із Бучача. Цього ж року тут перебував кілька днів під час переїзду до Кам'янця польський король Казимир IV Яґелончик. У житті Південно-Західної України Ягільниця відігравала неабияку геополітичну роль. Завдяки своєму розташуванню на прикордонні населений пункт був ніби форпостом України.
Протягом XV—XVI cт. посаджено лісовий масив «Дача Галілея», який захищав замок маґнатів Лянцкоронських у селі від татарських набігів. Масив простягається дугоподібною смугою від східної околиці села Росохач та південної околиці села Угринь (обидва нині — Чортківського району) до села Озеряни Борщівського району (1865 га).
У 1518 р. Ягільниця отримала статус містечка з правом проведення одного ярмарку на рік і торгів щоп'ятниці (втратила міські права у 1934 р.).
1581 р. польський король Стефан Баторій віддав містечко у володіння скальському старості Станіславові Лянцкоронському — за вірну службу королеві та військову доблесть у боротьбі з турками і татарами на Поділлі. Тут звели 157 будинків, у яких проживало 785 осіб.
У 1630 р. Станіслав Лянцкоронський, майбутній руський воєвода і польний гетьман коронний, перебудував колишній дерев'яний замок на мурований, що став одним із найміцніших оборонних укріплень на Західному Поділлі.
Під час національно-визвольної революції українського народу 1648—1676 рр. містечко стало ареною запеклих боїв, їхніми учасниками були місцеві жителі, які прагнули позбутися засилля на своїх землях польських маґнатів і турецьких поневолювачів. Військо під орудою гетьмана Богдана Хмельницького не змогло взяти замок у Ягільниці.
1655 р. фортецю захопили московити Івана Бутурліна через зраду в гарнізоні.
Після Андрусівського перемир'я 1667 р. містечко залишилось у складі Польщі. За Бучацьким мирним договором (1672) Ягільниця потрапила під владу Османської імперії, замок став резиденцією турецького паші. Протягом 1672—1683 рр. у містечку й навколо нього точилися бої між турками та поляками. Деякий час замок — резиденція турецького паші Ібрагіма «Шайтана».
1684 р. в Ягільницькому замку відпочивав король Польщі Ян ІІІ Собєський, повертаючись із походу на Кам'янець.
22 жовтня 1747 р. граф Мацей Лянцкоронський власноручно підписав дарчу грамоту церкві й виділив її 22 морґи землі та 20 морґів сіножатей у заплаві річки Травна. Храм зведений навпроти дерев'яного оборонного ансамблю — Ягільницького замку, що, очевидно, започаткував поселення у цій місцині. Після втрати оборонно-стратегічного значення замок Лянцкоронських у селі було продано і перебудовано.
Після 1772 р. Ягільниця належала до Заліщицького округу.
Відомо, що 1785 р. в містечку проживала 761 особа. 1817 р. Антоній Лянцкоронський продав замок австрійському урядові, який перебудував його на сушарню і склад тютюну, згодом — на тютюнову фабрику. 1844 р. в містечку відкрили для підвищення врожайності тютюну фабрику поташу, в якій у 1914 р. працювали близько 500 робітників. Під час реконструкції замку рів засипали, знесли два бастіони і в'їзну браму.

### XX століття
За статистикою, у містечку в 1900 році — 3111 жителів, 1910 — 3070, 1921—2702, 1931—2795; у 1921 році — 527, 1931—588 дворів.
Під час Першої світової війни, на початку жовтня 1914 році російські війська зайняли Ягільницю, яка тривалий період перебувала в прифронтовій зоні.
У липні 1917 р. російські частини внаслідок прориву фронту під Тернополем змушені були відступити, містечко захопили австро-угорські війська.
В листопаді 1918 р., після розпаду Австро-Угорської імперії, в Ягільниці проголошено владу Західно-Української Народної Республіки (ЗУНР), а за Ризьким трактатом від 18 березня 1921 р. містечко — в межах нової Польської держави.
Улітку 1919 р. Ягільниця стала ареною великої битви, так званої Чортківської офензиви (наступу), що відкинула польські війська на захід. Але незабаром УГА змушена була відступити за р. Збруч.
Після розпаду Австро-Угорської монархії А. Бандеру обрали послом до парламенту ЗУНР. У зв'язку з відступом УГА під ударами польського війська в 1919 р. проборство о. В. Антоновича в Ягільниці стало притулком родини Бандери, серед дітей був десятирічний Степан — згодом відомий діяч національно-визвольного руху.
Під час пацифікації (1930) польська влада у Ягільниці забороняла жителям називатись українцями — тільки русинами, не можна було виконувати українські патріотичні пісні, в хатах не дозволяли мати портрети Тараса Шевченка й Івана Франка.
Діяльність читальні перебувала під постійним контролем війта.
Протягом 1939—1941 роках органи НКВС знищили у Чортківській тюрмі жителів села Андрія Кропельницького, Михайла Мартиновського, Михайла Побуринного;
20–21 липня 1941 році розстріляли в Умані Євстахія Міруса та Осипа Теслюка.
У січні 1940 році Ягільниця переведена до розряду сіл.
Від 6 липня 1941 до 24 березня 1944 роках — під нацистською окупацією. Між селом та містом Чортків у 1942 році сталася Ягільницька трагедія (27 листопада нацисти розстріляли 52-х в'язнів, заарештованих за співпрацю з ОУН, яких перевозили з тюрми міста Коломиї до Чорткова; 1992 року на цьому місці встановлено пам'ятний хрест). Ягільниця була одним із локальних центрів здійснення Голокосту стосовно єврейського населення (євреї містечка та околиць примусово працювали на тютюновій фабриці). Під час німецько-радянської війни відбулося дві масові акції розстрілу євреїв.
Під час німецько-радянської війни загинули або пропали безвісти у Червоній армії: 
- Володимир Багрій (нар. 1902),
- Іван Багрій (нар. 1915),
- Іван Михайлович (нар. 1909),
- Іван Батюк (нар. 1913),
- Йосип Батюк (нар. 1911),
- Петро Білоус (нар. 1916),
- Михайло Будзинський (нар. 1903),
- Юзеф Будзинський (нар. 1902),
- Йосип Вненк (нар. 1905),
- Іван Войталюк (нар. 1911),
- Самійло Волько (нар. 1919),
- Йосип Галабала (нар. 1907),
- Лейзор Гвібах (нар. 1914),
- Федір Гедеон (1902 р. н.),
- Григорій Герасимів (1910 р. н.),
- Іван Гнидишин (нар. 1907),
- Азнаш Гусе (нар. 1902),
- Антон Гуцуляк (нар. 1906).

В УПА воювали Данило Драч, Антін Конол, Віктор Побуринний та інші місцеві жителі.
У 1948 році 167 господарств Ягільниці примусово об'єднано у колгосп. Через два роки до нього приєднано артіль сусіднього села Салівка.
У 1970 році почесного звання «Заслужений агроном УРСР» удостоєний голова правління колгоспу К. Копейкін.
12 червня 2020 року, відповідно до розпорядження Кабінету Міністрів України № 724-р «Про визначення адміністративних центрів та затвердження територій територіальних громад Тернопільської області» увійшло до складу Нагірянської сільської громади.
19 липня 2020 року, в результаті адміністративно-територіальної реформи та ліквідації Чортківського району (1940—2020), увійшло до складу новоутвореного Чортківського району.
З 1 грудня 2020 року Ягільниця належить до Нагірянської сільської громади.

## Символіка

### Герб
На блакитному тлі срібна гостроверха вежа», що нагадує про побудову в містечку його, власниками графами Лянцкоронськими замку, відомого з XVII ст., пізніше підтверджений.

## Релігія
- церква Вознесіння Ісуса Христа (УГКЦ; мурована; 1855)
- костел Внебовзяття Пресвятої Діви Марії

У селі є дві каплички Божої Матері (обидві — 1900).

## Освіта
У 1852 р. відкрито тривіальну (звичайну) школу.
Нині діє Ягільницька загальноосвітня школа I—III ступенів.

## Пам'ятки
- Ягільницький замок — (було споруджено 1630 року коштом польського шляхтича (аристократа) Станіслава Лянцкоронського. У 1992 році замок внесли до списку пам'ятників архітектури місцевого значення).
- Костел — необарокова споруда 1847 року.

## Пам'ятники
- споруджено пам'ятник воїнам-односельцям, полеглим у німецько-радянській війні (1975);
- пам'ятний хрест Борцям за волю України (1992);
- встановлено 20 «фігур» і пам'ятних хрестів місцевого значення.

## Населення
| 3111 | 3070 | 2702 | 2795 | 1200 | 1199 |

### Мова
Розподіл населення за рідною мовою за даними перепису 2001 року:
| Мова            | Кількість | Відсоток |
| --------------- | --------- | -------- |
| українська      | 1290      | 98.17%   |
| російська       | 11        | 0.83%    |
| угорська        | 11        | 0.83%    |
| польська        | 1         | 0.08%    |
| інші/не вказали | 1         | 0.08%    |
| Усього          | 1314      | 100%     |

## Соціальна сфера, господарство
У XX столітті діяли церква, костел і дві єврейські божниці; три релігійні громади: греко-католицька, римо-католицька та юдейська. В містечку було шість корчм, два млини, дві цегельні.
8 березня 1899 р. українська громада містечка заснувала читальню «Просвіти» (очільник Антон Кропельницький). Напочатку читальня не мала власного будинку, згодом притулок для неї на тривалий час дав Іван Германський у садибі в передмісті Ягольниці (Нагірянці).
Наприкінці XIX — початку XX столітті в містечку збудовано броварню, маслосирзавод, відкрито сільськогосподарську школу (директор Станіслав Розвадовський).
У містечку діяли філії товариств «Просвіта», «Січ», «Сокіл», «Рідна школа», «Союз Українок» та інших, бібліотека, хоровий, театральний і оркестровий гуртки, семикласна школа з польською мовою викладання та двокласна мішана, дитячий садок, кооператива. Польське населення також об'єднувалося в товариства. Велику допомогу в просвітницькій роботі читальні надавали у першій половині XX століття Дмитро Колодницький і Володимир Антонович та сестра останнього Мирослава, яка була дружиною Андрія, брата Степана Бандери — майбутнього визначного українського політичного діяча.
Восени 1939 року, після приходу Червоної армії, діяльність філій «Просвіти» та інших українських товариств більшовицька влада заборонила.
У березні 1990 р. місцеві освітяни відродили осередок товариства «Просвіта» (голова — заступник директора школи Євген Якель).
Нині працюють дитячий садочок, Будинок культури, бібліотека, амбулаторія загальної практики та сімейної медицини, відділення зв'язку, народний музей історії Ягільниці (директор Степан Бубернак), фабрика «Галичанка», торгові заклади; кінний завод, філія ЗАТ "Тютюн Імпекс «Ягільницький тютюново-ферментаційний завод».
У липні 2020 року було продано напівзруйновану будівлю місцевої пошти (1917 року подубови) за 104 тис. ₴ при балансовій вартості 4264 ₴.

## Відомі люди

### Народилися
- Степан Бубернак (нар. 1947) — український історик, краєзнавець, педагог, громадський діяч;
- Василь Вислоцький (нар. 1967) — український підприємець, громадсько-політичний діяч, меценат[11];
- Дмитро Гуфрій (нар. 1948) — український вчений у галузі ветеринарії;
- Марія Жежер (1961 р. н.) — український фахівець у галузі конярства, спортсменка;
- Олекса Коссак — адвокат, меценат, громадсько-політичний діяч;
- Мацей Лянцкоронський (1723—1789) — польський дідич;[12]
- Роман Лисяк (1909—1984) — український лікар, громадський діяч, меценат (США);
- Осип Маланюк — лікар, підполковник УГА, командант військового госпіталю у Станиславові[13];
- Григорій Монастирський (нар. 1978) — український доктор економічних наук;
- Дмитро Осадчий (1999—2022) — солдат Збройних сил України, учасник російсько-української війни.
- Орест П'єкний (1946—2007) — український хореограф, педагог;
- Климентій Рогозинський (1864—1938) — український педагог, громадський діяч, меценат;
- Трач Богдан Іванович — командир Станиславівського ТВ-22 «Чорний ліс» УПА, лицар Бронзового хреста бойової заслуги УПА.
- Роман Чортківський (нар. 1953) — український лікар, громадський діяч;
- Роман Чубатий (1948—1979) — український мистецтвознавець, колекціонер.

### Проживають
- Леонард Монастирський (нар. 1942) — український військовий моряк;

### Проживали
- Мирослава Антонович (1913—2000) — українська діячка ОУН;
- Степан Батюк (1891—1965) — український художник, різьбяр, педагог.

### Перебували
- Мирослав-Іван Любачівський (1914—2000) — український релігійний діяч.

## У літературі
Степан Бубернак видав книги «Читальня „Просвіти“ в Ягільниці» (Чортків, 2001), «Мала сакральна архітектура Ягільниці» (2002), «Церква Вознесіння Господнього» (2005), «Школо моя, ти священна колиско науки, любові й добра» (2005), «Таємниці Ягільницького замку» (2008; усі — Тернопіль).

## Печера
У селі є печера «Тризуб» досліджена вона 17 липня 2015 року археологом В. Добрянським.